# Temporada 1988-89 de los San Antonio Spurs
La temporada 1988-89 fue la decimotercera de los San Antonio Spurs en la NBA, tras la fusión de la liga con la ABA, donde había jugado nueve temporadas, seis en Dallas y tres en San Antonio. La temporada regular acabó con 21 victorias y 61 derrotas, ocupando el duodécimo puesto de la conferencia Oeste, no logrando clasificarse para los playoffs.

## Elecciones en elDraft
| Ronda | Puesto | Jugador         | Posición  | Nacionalidad   | Universidad |
| ----- | ------ | --------------- | --------- | -------------- | ----------- |
| 1     | 10     | Willie Anderson | Alero     | Estados Unidos | Georgia     |
| 2     | 27     | Shelton Jones   | Alero     | Estados Unidos | St. John's  |
| 3     | 56     | Barry Sumpter   | Ala-Pívot | Estados Unidos | Austin Peay |

## Temporada regular
| División Medio Oeste | División Medio Oeste | División Medio Oeste | División Medio Oeste | División Medio Oeste | División Medio Oeste | División Medio Oeste | División Medio Oeste | División Medio Oeste |
| Equipo               | G                    | P                    | %                    | PD                   | Casa                 | Fuera                | Div                  |                      |
| -------------------- | -------------------- | -------------------- | -------------------- | -------------------- | -------------------- | -------------------- | -------------------- | -------------------- |
| y-Utah Jazz          | 51                   | 31                   | .622                 | –                    | 34–7                 | 17–24                | 19–11                |                      |
| x-Houston Rockets    | 45                   | 37                   | .549                 | 6                    | 31–10                | 14–27                | 19–11                |                      |
| x-Denver Nuggets     | 44                   | 38                   | .537                 | 7                    | 35–6                 | 9–32                 | 18–12                |                      |
| Dallas Mavericks     | 38                   | 44                   | .463                 | 13                   | 24–17                | 14–27                | 19–11                |                      |
| San Antonio Spurs    | 21                   | 61                   | .256                 | 30                   | 18–23                | 3–38                 | 9–21                 |                      |
| Miami Heat           | 15                   | 67                   | .183                 | 36                   | 12–29                | 3–38                 | 6–24                 |                      |

## Estadísticas
| Rk | Jugador           | Edad | P  | PT | MP   | TC  | TCI  | %TC  | T3  | T3I | %T3  | TL  | TLI | %TL   | RO  | RD  | RT  | AS  | RB  | TAP | BP  | FP  | PTS  |
| -- | ----------------- | ---- | -- | -- | ---- | --- | ---- | ---- | --- | --- | ---- | --- | --- | ----- | --- | --- | --- | --- | --- | --- | --- | --- | ---- |
| 1  | Alvin Robertson   | 26   | 65 | 65 | 35.2 | 7.2 | 14.8 | .483 | 0.1 | 0.7 | .200 | 2.8 | 3.9 | .723  | 2.4 | 3.5 | 5.9 | 6.0 | 3.0 | 0.6 | 3.6 | 4.0 | 17.3 |
| 2  | Willie Anderson   | 22   | 81 | 79 | 33.8 | 7.9 | 15.9 | .498 | 0.0 | 0.3 | .190 | 2.8 | 3.6 | .775  | 1.9 | 3.3 | 5.1 | 4.6 | 1.9 | 0.8 | 3.2 | 3.6 | 18.6 |
| 3  | Johnny Dawkins    | 25   | 32 | 30 | 33.8 | 5.5 | 12.5 | .443 | 0.0 | 0.1 | .000 | 3.1 | 3.5 | .893  | 1.0 | 2.2 | 3.2 | 7.0 | 1.7 | 0.0 | 3.5 | 2.0 | 14.2 |
| 4  | Greg Anderson     | 24   | 82 | 56 | 29.3 | 5.6 | 11.1 | .503 | 0.0 | 0.0 | .000 | 2.5 | 4.9 | .514  | 3.1 | 5.1 | 8.2 | 0.7 | 1.2 | 1.3 | 2.2 | 2.7 | 13.7 |
| 5  | Frank Brickowski  | 29   | 64 | 60 | 28.5 | 5.3 | 10.2 | .515 | 0.0 | 0.0 | .000 | 3.1 | 4.4 | .715  | 2.3 | 4.0 | 6.3 | 2.0 | 1.6 | 0.5 | 2.6 | 3.9 | 13.7 |
| 6  | Vernon Maxwell    | 23   | 79 | 36 | 26.1 | 4.5 | 10.5 | .432 | 0.4 | 1.6 | .248 | 2.3 | 3.1 | .745  | 0.6 | 1.9 | 2.6 | 3.8 | 1.1 | 0.1 | 2.3 | 1.7 | 11.7 |
| 7  | Anthony Bowie     | 25   | 18 | 5  | 24.3 | 4.0 | 8.0  | .500 | 0.1 | 0.3 | .200 | 0.6 | 0.8 | .667  | 1.4 | 1.7 | 3.1 | 1.6 | 1.0 | 0.2 | 1.2 | 2.4 | 8.6  |
| 8  | Dave Greenwood    | 31   | 38 | 15 | 24.0 | 2.8 | 6.5  | .425 | 0.0 | 0.0 |      | 2.2 | 2.8 | .800  | 2.4 | 3.8 | 6.3 | 1.4 | 0.8 | 0.6 | 1.4 | 3.2 | 7.7  |
| 9  | Jay Vincent       | 29   | 24 | 3  | 23.0 | 3.8 | 9.1  | .416 | 0.0 | 0.0 | .000 | 1.5 | 2.1 | .686  | 1.5 | 2.3 | 3.8 | 0.9 | 0.2 | 0.1 | 1.5 | 2.2 | 9.0  |
| 10 | Darwin Cook       | 30   | 36 | 0  | 21.0 | 4.1 | 8.8  | .467 | 0.2 | 0.9 | .194 | 1.3 | 1.6 | .821  | 0.6 | 1.1 | 1.6 | 2.3 | 1.2 | 0.1 | 1.7 | 2.1 | 9.6  |
| 11 | Michael Anderson  | 22   | 36 | 12 | 20.3 | 2.0 | 4.9  | .417 | 0.0 | 0.2 | .143 | 1.6 | 2.3 | .695  | 1.2 | 1.3 | 2.5 | 4.3 | 1.2 | 0.1 | 2.3 | 1.8 | 5.7  |
| 12 | Calvin Natt       | 32   | 10 | 0  | 18.5 | 2.5 | 6.6  | .379 | 0.0 | 0.0 |      | 3.5 | 4.8 | .729  | 1.6 | 1.6 | 3.2 | 1.1 | 0.2 | 0.2 | 1.9 | 1.9 | 8.5  |
| 13 | Albert King       | 29   | 46 | 11 | 17.2 | 3.1 | 7.1  | .431 | 0.2 | 0.7 | .250 | 0.8 | 1.0 | .771  | 0.7 | 2.3 | 3.0 | 1.7 | 0.6 | 0.2 | 1.6 | 2.1 | 7.1  |
| 14 | Dallas Comegys    | 24   | 67 | 10 | 16.7 | 2.5 | 5.1  | .487 | 0.0 | 0.0 | .000 | 1.6 | 2.4 | .658  | 1.7 | 1.8 | 3.5 | 0.4 | 0.6 | 0.9 | 1.3 | 2.4 | 6.5  |
| 15 | Todd Mitchell     | 22   | 2  | 0  | 16.5 | 1.0 | 4.5  | .222 | 0.0 | 0.0 |      | 0.5 | 2.0 | .250  | 0.5 | 1.0 | 1.5 | 0.5 | 0.5 | 0.0 | 2.0 | 1.0 | 2.5  |
| 16 | Mike Smrek        | 26   | 43 | 18 | 14.5 | 1.7 | 3.6  | .471 | 0.0 | 0.0 |      | 1.1 | 1.8 | .645  | 1.0 | 2.0 | 3.0 | 0.3 | 0.3 | 1.3 | 1.1 | 2.4 | 4.5  |
| 17 | Pétur Guðmundsson | 30   | 5  | 3  | 14.0 | 1.8 | 5.0  | .360 | 0.0 | 0.0 |      | 0.6 | 0.8 | .750  | 1.0 | 2.2 | 3.2 | 1.0 | 0.2 | 0.2 | 1.6 | 3.0 | 4.2  |
| 18 | Shelton Jones     | 22   | 7  | 0  | 13.1 | 1.3 | 3.6  | .360 | 0.0 | 0.0 |      | 1.1 | 1.9 | .615  | 0.9 | 1.4 | 2.3 | 1.0 | 0.3 | 0.3 | 1.0 | 1.1 | 3.7  |
| 19 | Jerome Whitehead  | 32   | 52 | 4  | 11.2 | 1.3 | 3.4  | .392 | 0.0 | 0.0 |      | 0.6 | 0.9 | .667  | 0.9 | 1.5 | 2.5 | 0.3 | 0.4 | 0.1 | 0.4 | 2.1 | 3.2  |
| 20 | Scott Roth        | 25   | 47 | 3  | 9.9  | 1.1 | 3.0  | .364 | 0.0 | 0.2 | .200 | 1.1 | 1.6 | .684  | 0.4 | 0.8 | 1.2 | 1.0 | 0.4 | 0.1 | 0.7 | 1.2 | 3.4  |
| 21 | Keith Smart       | 24   | 2  | 0  | 6.0  | 0.0 | 1.0  | .000 | 0.0 | 0.5 | .000 | 1.0 | 1.0 | 1.000 | 0.0 | 0.5 | 0.5 | 1.0 | 0.0 | 0.0 | 1.0 | 0.0 | 1.0  |
| 22 | John Stroeder     | 30   | 1  | 0  | 2.0  | 0.0 | 0.0  |      | 0.0 | 0.0 |      | 0.0 | 0.0 |       | 0.0 | 0.0 | 0.0 | 0.0 | 0.0 | 0.0 | 1.0 | 2.0 | 0.0  |

## Galardones y récords
| Jugador         | Galardón                               |
| Alvin Robertson | 2.º Mejor quinteto defensivo de la NBA |
| Willie Anderson | Mejor quinteto de rookies de la NBA    |